# Pisidien
 (août 2015).

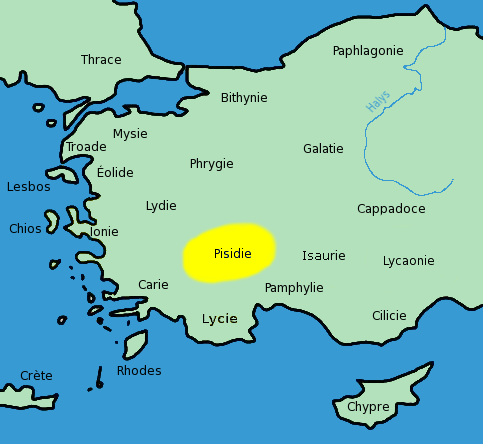
Pisidie

Le pisidien est une langue de la famille indo-européenne. Elle était parlée dans la région de Pisidie, en Asie Mineure, dans l'Antiquité.
Le pisidien appartient à la branche des langues anatoliennes — il s'agirait d'une langue anatolienne postlouvite — et n'est connu que par une trentaine d'inscriptions funéraires (noms propres), des IIIe et IIe siècles av. J.-C..